# Большое Семеновское (Калужская область)
Большое Семеновское— деревня в Износковском районе Калужской области России. Входит в состав сельского поселения «Деревня Хвощи».

## География
На ручье Чёрный. Рядом — Морозово.

## История
В 1782-м году относилась к Юхновскому уезду.

## Население
| 2002 | 2010 |
| ---- | ---- |
| 13   | ↘12  |